# Paseo Claude Cahun-Marcel Moore
El paseo Claude Cahun-Marcel Moore (en francés, Allée Claude Cahun-Marcel Moore) está localizado en el VI Distrito de París de París. 

## Situación y acceso
El paseo Claude Cahun-Marcel Moore es una vía pública del VI Distrito de París. La calle es una rambla peatonal y se encuentra en el boulevard Raspail, entre la calle de Fleurus y la calle Huysmans.

## Origen del nombre
Toma su nombre de la pareja de artistas francesas Claude Cahun, nacida Lucy Schwob y Marcel Moore nacida Suzanne Malherbe, que también lucharon contra los nazis durante la Segunda Guerra Mundial.
Las artistas, de origen de Nantes, vivían y trabajaban cerca del paseo, calle Notre-Dame-des-Champs donde estaba ubicado su taller.

## Histórico
El Ayuntamiento de París votó la denominación en febrero de 2018.

## Puntos de interés
- Escuela de Estudios Superiores en Ciencias Sociales
- Alliance française

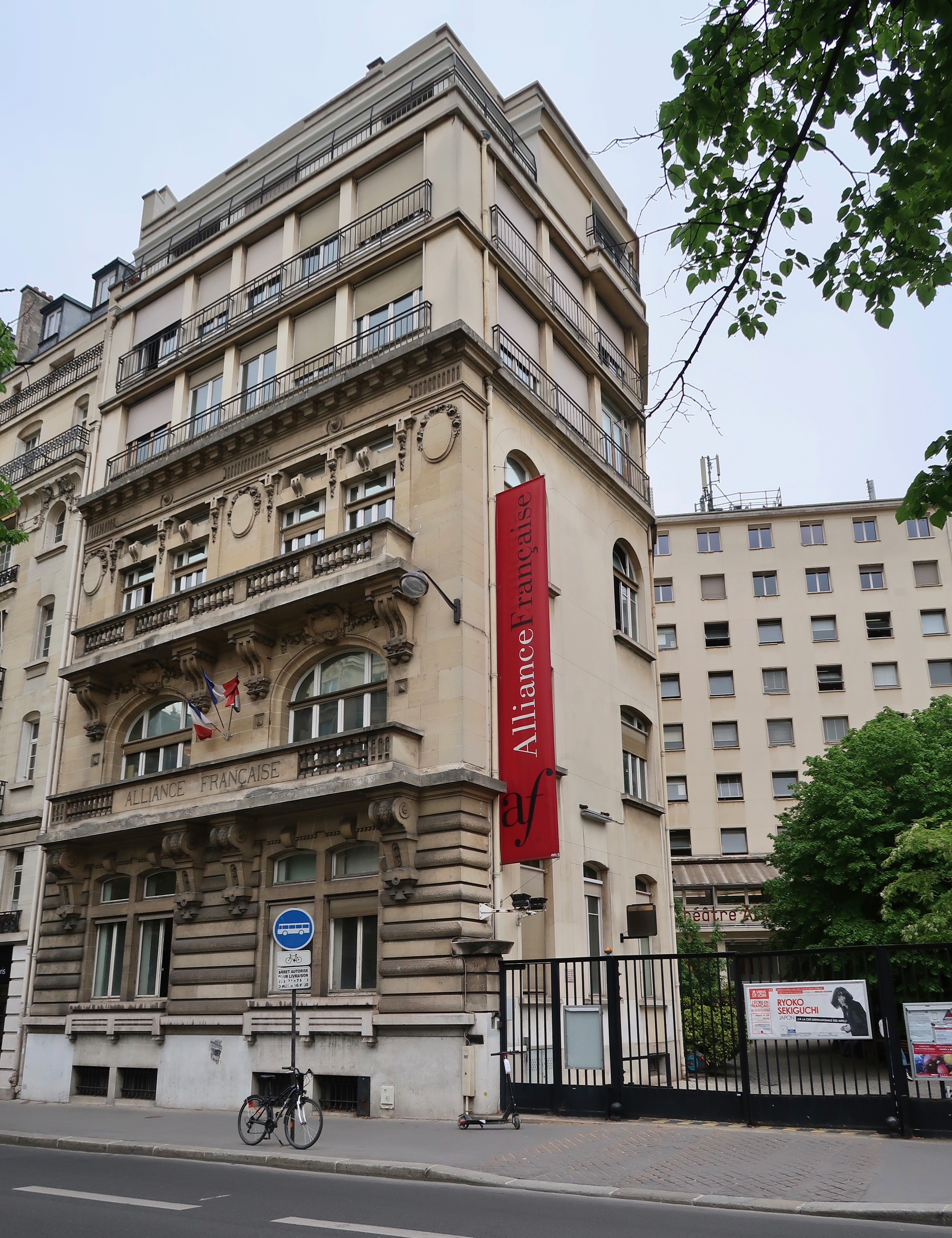
Alliance française, 101 boulevard Raspail.
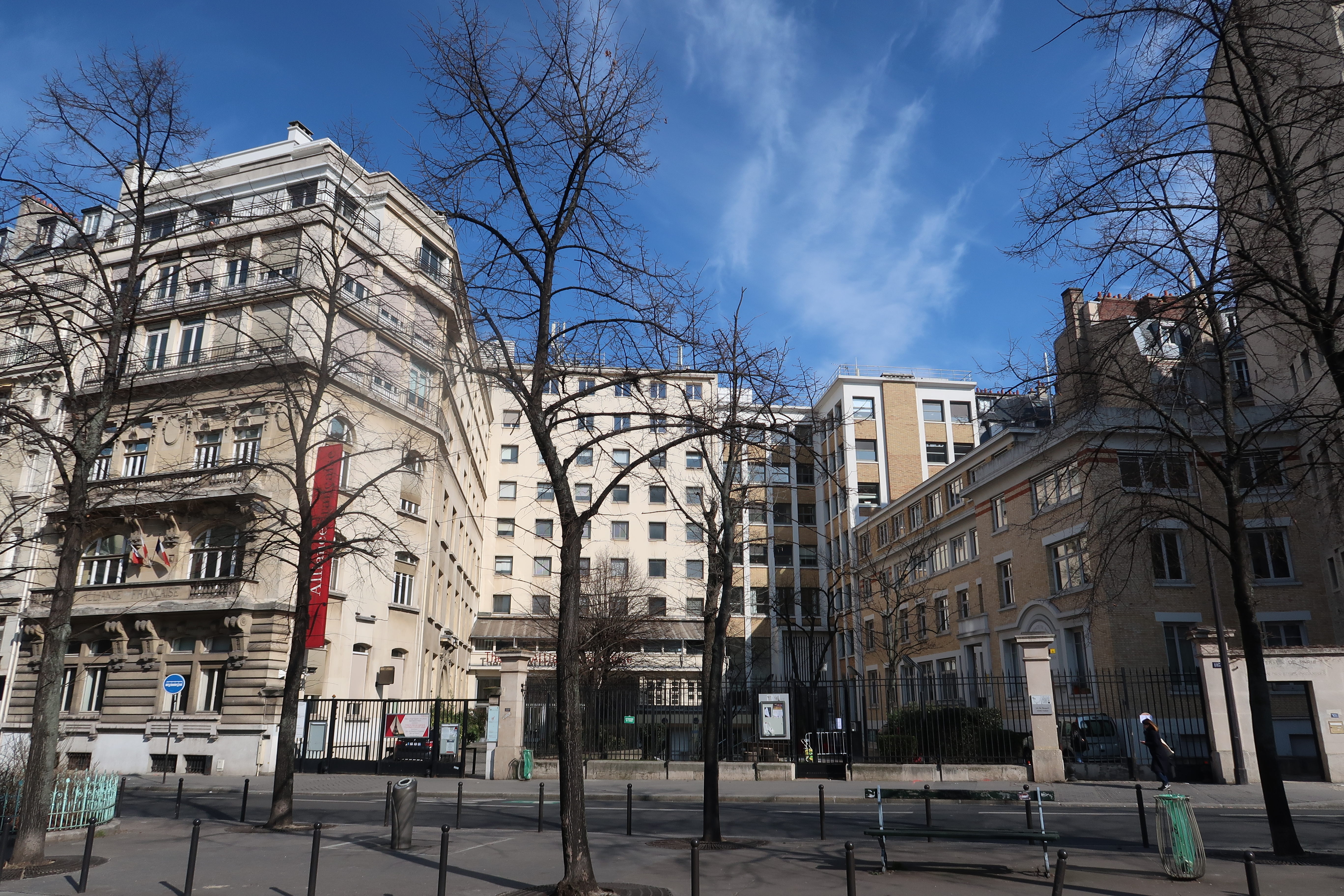
El paseo en invierno